# ローレンス・ウォン
ローレンス・ウォン・シュンツァイ（英語: Lawrence Wong Shyun Tsai、漢字表記：黄 循財、読み：こう じゅんざい、繁体字: 黃循財、簡体字: 黄循财、1972年12月18日 - ）は、シンガポール共和国の政治家、エコノミスト。2023年の人民行動党党大会でリー・シェンロンから同国首相の座を禅譲されることを約束され、翌年5月15日に首相へ就任した。2005年から2008年まで、リーシェンロンの個人秘書を務めていた。首相就任前は経済開発庁長官、シンガポール金融管理局長官を歴任していた。2021年の経済開発長長官就任時は新型コロナウイルスの流行時であったため、物品サービス税の増税を行った。

## 経歴
シンガポール東部のマリンパレードの集合住宅で、海南省からの移民家庭の長男として生まれ育つ父は建築関係の営業マンで母は教師として働いていた。幼少期は父の影響でギターの演奏に慣れ親しんでいる。米国に留学する前はタンジョンカトン中等学校、ビクトリアジュニアカレッジに通っていた。1994年に公共サービス委員会の奨学金の下でウィスコンシン大学マディソン校で経済学を専攻して理学士号を取得した。1995年にミシガン大学で応用経済学の修士号を取得し、2004年にハーバード大学で行政学の修士号を取得。
ウォンは1997年8月に通商産業省（MTI）専属のエコノミストとして働き始めた。1997年のアジア金融危機の始まりであり、通商産業省に在職中は地域経済とシンガポールへの影響に関する報告書の作成に携わった。2002年1月に財務省に配属され、2004年7月から2008年9月まで保健省下の医療財務部長に就任。2008年9月にエネルギー市場局の副CEOに就任し、2009年1月1日に同局のCEOとなった。
2011年のシンガポール総選挙で人民行動党所属の国会議員候補として出馬し、当選。2011年5月21日、ウォンは国防大臣と教育大臣に任命されたことで本格的に政界進出を果たした。2011年6月10日にシンガポール金融管理局の取締役会員に選出される。2012年8月1日にはウォンが情報・通信・芸術担当国務大臣と教育担当上級国務大臣に就任。2012年11月1日、ウォンは文化・コミュニティ・青少年大臣代理、通信・情報担当国務大臣に任命された。2013年、ウォンは青少年コミュニティを促進するために、100万シンガポールドルの全国青少年基金の設立を発表した。ウォンは2015年にシンガポール植物園がシンガポール初のユネスコ世界遺産に認定されるように推薦。2016年8月、国立芸術評議会は衛生センターに支払われる高い相談料について批判を集めた。シンガポールの芸術と遺産の慈善団体や公共人格機関への現金寄付を行えるように、文化マッキング基金を導入した。
シンガポールでのCOVID-19パンデミックの間、ウォンとガン・キム・ヨンは、状況を管理するために2020年1月に政府によって形成された多省庁委員会の共同議長に任命される。2020年3月26日、シンガポールのコロナウイルス治療に対応する医師を集めた講演で感情的になり、涙を流した。2021年5月15日に行われた内閣改造の後、ウォンは教育大臣の職を辞し、財務大臣になった。2022年6月後半、ウォンは低所得者や障害者や高齢者への救済を提供するために、さらに15億ドルの支援プランを発表。2023年9月、ウォンは、シンガポールの世帯、特に低中所得世帯にさらなる救済を提供するために、さらに11億ドルの生活費の支援プランを発表。
2022年6月6日に内閣改造が発表され、ウォンは副首相に昇進し、リー・シェンロン首相（当時）の後継者としての地位を固めた。2024年4月15日、首相官邸はローレンス・ウォンがリー・シェンロンの後任として首相に就任すると公式声明を出した。ウォンは5月15日現地時間20時にイスタナで正式に首相就任宣誓を行った。1965年のシンガポール独立後に生まれた最初の首相となった。